# Xavier Arreaga
Xavier Ricardo Arreaga Bermello (Guayaquil, 28 settembre 1994) è un calciatore ecuadoriano, difensore del Barcelona SC e della nazionale ecuadoriana.

## Caratteristiche tecniche
È un difensore centrale.

## Carriera

### Club
Il 7 maggio 2019 passa ai Seattle Sounders.

### Nazionale
Il 21 novembre 2018 ha esordito con la nazionale ecuadoriana disputando l'amichevole vinta 2-1 contro Panama.

## Palmarès

### Competizioni nazionali
- Primera Categoría Serie A: 1

Barcelona SC: 2016
- Campionato MLS: 1

Seattle Sounders: 2019

### Competizioni internazionali
- CONCACAF Champions League: 1

Seattle Sounders: 2022

### Individuale
- Squadra della stagione della CONCACAF Champions League: 1

2022